# Associazione Calcio Monza 1948-1949
Questa voce raccoglie le informazioni riguardanti l'Associazione Calcio Monza nelle competizioni ufficiali della stagione 1948-1949.

## Stagione
Nella stagione 1948-1949 il Monza disputa il girone A del torneo di Serie C, quattro gironi a livello nazionale, un torneo massacrante con 22 squadre e quindi 42 giornate. Con 42 punti il Monza si piazza a metà classifica. A vincere il girone A è stato il Fanfulla di Lodi con 56 punti, un punticino in più del Savona, i bianconeri lodigiani hanno ottenuto la promozione in Serie B.
In casa monzese ha inizio il quinquennio di Giuseppe Borghi alla presidenza, mentre Oreste Barale è il nuovo allenatore. Il nuovo campionato di Serie C è molto competitivo, la squadra viene rinforzata in ogni reparto, con venti reti il miglior realizzatore stagionale è Bruno Dazzi, in doppia cifra come segnature anche Angelo Redaelli, Luigi Del Signore e Paride De Luca. L'attacco monzese è una mitraglia con 82 reti, ma la difesa risulterà una delle peggiori del torneo impedendo alla squadra di lottare per il vertice.

## Rosa
| N. |                   | Ruolo | Calciatore        |
| -- | ----------------- | ----- | ----------------- |
|    | Italia (bandiera) | P     | Aider Battaglini  |
|    | Italia (bandiera) | C     | Giulio Beretta    |
|    | Italia (bandiera) | C     | F. Brioschi       |
|    | Italia (bandiera) | A     | Enrico Cazzaniga  |
|    | Italia (bandiera) | C     | Carlo Colombetti  |
|    | Italia (bandiera) | P     | Fausto Colombo    |
|    | Italia (bandiera) | A     | Angelo Crippa     |
|    | Italia (bandiera) | D     | Bruno Dazzi       |
|    | Italia (bandiera) | C     | Paride De Luca    |
|    | Italia (bandiera) | D     | Giacomo De Poli   |
|    | Italia (bandiera) | A     | Luigi Del Signore |
|    | Italia (bandiera) | A     | Luigi Ferraresi   |

| N. |                   | Ruolo | Calciatore        |
| -- | ----------------- | ----- | ----------------- |
|    | Italia (bandiera) | A     | Giovanni Gaddoni  |
|    | Italia (bandiera) | D     | Sergio Marchi     |
|    | Italia (bandiera) | D     | Carlo Martinengo  |
|    | Italia (bandiera) | D     | Giovanni Pasolini |
|    | Italia (bandiera) | D     | Giovanni Passoni  |
|    | Italia (bandiera) | A     | Aurelio Piazza    |
|    | Italia (bandiera) | A     | Angelo Redaelli   |
|    | Italia (bandiera) | D     | Luigi Sala        |
|    | Italia (bandiera) | C     | Guido Soldani     |
|    | Italia (bandiera) | D     | Pietro Vertemati  |
|    | Italia (bandiera) | C     | Giovanni Zanazzi  |

## Serie C Girone A

### Girone di andata
| Arbitro: | Liverani (Torino) |

|                                              |           |  |
| Bonvini 8’ (rig.) Tentorio 18’ Jacobitti 50’ | Marcatori |  |

| Arbitro: | Mantovani (Asola) |

|           |           |  |
| Dazzi 70’ | Marcatori |  |

| Arbitro: | Michieletto (Mestre) |

|                            |           |             |
| Bottoni 42’ Meneghetti 70’ | Marcatori | 64’ De Luca |

| Arbitro: | Fortina (Novara) |

|                      |           |                   |
| Dazzi 7’ De Luca 79’ | Marcatori | 78’ (rig.) Ivaldi |

| Arbitro: | Trentin (Torino) |

|          |           |                                     |
| Tosi 84’ | Marcatori | 17’, 77’ De Luca 43’, 59’ Ferraresi |

| Arbitro: | Baldo (Alessandria) |

|            |           |             |
| De Luca 6’ | Marcatori | 88’ Cuzzoni |

| Arbitro: | Brigo (Torino) |

|           |           |  |
| Ighina 6’ | Marcatori |  |

| Arbitro: | Della Lunga (Firenze) |

|             |           |             |
| Minetti 79’ | Marcatori | 17’ De Luca |

| Arbitro: | Brassi (Pavia) |

|                        |           |  |
| Redaelli 30’ Dazzi 87’ | Marcatori |  |

| Arbitro: | Griggi (Brescia) |

|               |           |             |
| Borellini 13’ | Marcatori | 33’ De Luca |

| Arbitro: | Stevano (Vercelli) |

|                                      |           |                                  |
| Ferraresi 36’ Dazzi 49’ Redaelli 85’ | Marcatori | 4’ Colombo 8’ (rig.) Ventimiglia |

| Arbitro: | Greppi (Brescia) |

|                                        |           |  |
| Gariazzo 32’ Biçaku 59’ Scaramuzzi 68’ | Marcatori |  |

| Arbitro: | Zago (Treviso) |

|                                                    |           |  |
| Dazzi 29’ Brioschi 40’ Del Signore 59’ Zanazzi 82’ | Marcatori |  |

| Arbitro: | De Mari (Torino) |

|                                                 |           |                       |
| Dazzi 8’, 15’ Redaelli 65’ Del Signore 82’, 86’ | Marcatori | 46’ (aut.) Martinengo |

| Arbitro: | Franzi (Vercelli) |

|                                 |           |               |
| Pavese 18’, 70’ Ruella 65’, 66’ | Marcatori | 81’ Ferraresi |

| Arbitro: | Barani (Modena) |

|                       |           |             |
| Colombetti 13’ (rig.) | Marcatori | 38’ Barbini |

| Arbitro: | Tibaldi (Savona) |

|                                                              |           |              |
| Mussino 40’, 50’ Serone 54’ Cantone 73’ Serone 82’, 84’, 88’ | Marcatori | 18’ Redaelli |

| Arbitro: | Pignataro (Torino) |

|                                     |           |  |
| Zanazzi 61’ Soldani 80’ De Luca 87’ | Marcatori |  |

| Arbitro: | Ciriotto (Venezia) |

|                                             |           |                             |
| Bargagliotti 40’ Bassetti 62’ Fumagalli 78’ | Marcatori | 39’ Del Signore 72’ Gaddoni |

| Arbitro: | Righi (Milano) |

|                          |           |              |
| Sobrero 15’ Piumatti 57’ | Marcatori | 40’ Redaelli |

| Arbitro: | Brigo (Torino) |

|           |           |             |
| Dazzi 39’ | Marcatori | 71’ Masperi |

### Girone di ritorno
| Arbitro: | Rosso (Casale Monferrato) |

|                                      |           |               |
| Gaddoni 3’ Ferraresi 62’ Soldani 77’ | Marcatori | 35’ Cazzaniga |

| Voghera 13 febbraio 1949 23ª giornata | Vogherese         | 0 – 0 | Monza | Stadio Comunale\| Arbitro: \| Mantovani (Asola) \| |
| Arbitro:                              | Mantovani (Asola) |       |       |                                                    |

| Arbitro: | Ferrari Aggradi (Firenze) |

|                    |           |                          |
| Zanazzi 66’ (rig.) | Marcatori | 46’ Molinari 80’ Bottoni |

| Arbitro: | Rosso (Casale Monferrato) |

|                                   |           |                                                |
| Della Noce 2’, 43’ Rabagliati 20’ | Marcatori | 6’ Ferraresi 34’ Zanazzi 41’ Gaddoni 77’ Dazzi |

| Arbitro: | Menchini (Udine) |

|                               |           |                            |
| Ferraresi 25’ Del Signore 26’ | Marcatori | 36’ Coltella 80’ Ravizzoli |

| Arbitro: | Daretti (Vicenza) |

|                 |           |            |
| Re 19’ Zini 41’ | Marcatori | 33’ Marchi |

| Arbitro: | Cambiotti (Pavia) |

|                                                           |           |              |
| Dazzi 8’, 25’ Melandri 30’ (aut.) De Luca 74’ Soldani 88’ | Marcatori | 45’ Cappelli |

| Arbitro: | Piemonte (Monfalcone) |

|                                                      |           |  |
| Soldani 20’ Del Signore 22’ Dazzi 36’, 38’, 51’, 81’ | Marcatori |  |

| Arbitro: | Pizzato (Mestre) |

|                      |           |              |
| Racman 12’ Borri 43’ | Marcatori | 33’ Pasolini |

| Arbitro: | Forza (Monfalcone) |

|             |           |               |
| Soldani 43’ | Marcatori | 83’ Strattari |

| Arbitro: | Fortina (Novara) |

|                                                              |           |  |
| Martinengo 37’ (aut.) Saccavino 40’ Grammatica 77’ Reddi 83’ | Marcatori |  |

| Arbitro: | Martorana (Trieste) |

|                                    |           |                          |
| Colombetti 19’ (rig.) Redaelli 56’ | Marcatori | 78’ Prelati 85’ Piccioni |

| Arbitro: | De Apollonio (Genova) |

|                                                     |           |              |
| Colombari 1’ Della Casa 10’, 22’, 69’ Benettoni 34’ | Marcatori | 59’ Redaelli |

| Arbitro: | Rivellini (Genova) |

|                              |           |  |
| Tacchi 15’ Romita 53’ (rig.) | Marcatori |  |

| Arbitro: | Vilella (Trieste) |

|              |           |                |
| Redaelli 84’ | Marcatori | 10’ De Nicolai |

| Arbitro: | Ciriotto (Venezia) |

|                        |           |            |
| Capra 46’ Dalcerri 80’ | Marcatori | 59’ Marchi |

| Arbitro: | Pizzato I (Mestre) |

|                                           |           |            |
| Dazzi 5’, 37’ Redaelli 10’ Dazzi 57’, 82’ | Marcatori | 43’ Serone |

| Arbitro: | Molon (Verona) |

|             |           |                                        |
| Colombi 76’ | Marcatori | 61’ Del Signore 63’ Redaelli 90’ Dazzi |

| Arbitro: | Puleo (Torino) |

|                 |           |                          |
| Del Signore 65’ | Marcatori | 40’ Pinazza 90’ Bassetti |

| Arbitro: | Bernardi (Savona) |

|                                                    |           |                                              |
| Del Signore 3’, 65’, 69’ Piazza 12’, 44’ Dazzi 35’ | Marcatori | 42’ Corti 55’ Turati 60’ Giletta 87’ Sobrero |

| Arbitro: | Sinico (Verona) |

|                        |           |                  |
| Baroni 29’ Masperi 60’ | Marcatori | 50’, 62’ De Luca |